# Flugunfall der Iljuschin Il-18 LZ-BES der Balkan Bulgarian Airlines
Der Flugunfall der Iljuschin Il-18 LZ-BES der Balkan Bulgarian Airlines ereignete sich am 21. Dezember 1971 auf einem internationalen Charterflug der Balkan Bulgarian Airlines von Sofia nach Algier. Eine mit 62 Passagieren und 11 Besatzungsmitgliedern besetzte Iljuschin Il-18W geriet an diesem Tag beim Start außer Kontrolle und stürzte am Flughafen Sofia ab. Bei dem Unfall überlebten 45 Insassen, jedoch kamen 26 Passagiere sowie zwei Besatzungsmitglieder ums Leben. Unfallursache waren grobe Wartungsmängel an der Maschine.

## Flugzeug
Das Flugzeug war eine im Jahr 1964/65 gebaute Iljuschin Il-18W mit der Werknummer 185008104, die am 12. Januar 1965 an die TABSO, die spätere Balkan Bulgarian Airlines, ausgeliefert wurde. Das viermotorige Langstrecken-Passagierflugzeug war mit vier Turboproptriebwerken des Typs Iwtschenko AI-20K ausgestattet.

## Passagiere und Besatzung
Den nächtlichen Flug von Sofia nach Algier hatten 62 Passagiere angetreten. Es befand sich eine elfköpfige Besatzung an Bord der Maschine.

## Unfallhergang
Beim nächtlichen Start vom Flughafen Sofia, gerade, als die Maschine eine Flughöhe von acht Metern erreicht hatte, rollte sie nach links und streifte mit der Tragflächenspitze die Startbahn. Die Kontrolle ging verloren und die Maschine stürzte um 23:32 Uhr Ortszeit in eine Grünfläche links von der Startbahn. Das Trümmerfeld erstreckte sich über eine Länge von 400 Metern.

## Opfer
Unter den 73 Insassen der Maschine gab es 28 Tote, darunter 26 Passagiere und zwei Besatzungsmitglieder. Zu den Toten zählte auch die bulgarische Sängerin Pascha Christowa, die sich gemeinsam mit Musikern des Symphonieorchesters von Sofia, Maria Nejkowa, Boris Gudjunow, Janka Rupkina sowie der Folklore-Band Aura auf dem Weg zu den bulgarischen Kulturtagen in Algier befand. Christowa war zum Unfallzeitpunkt mit ihrem zweiten Kind schwanger gewesen, welches ebenfalls verstarb.

## Ursache
Bei der Unfalluntersuchung wurde festgestellt, dass die Maschine vor dem Flug größere Wartungsarbeiten durchlaufen hatte. Hierbei seien die Betätigungsseile für die Querruder vertauscht worden, was eine inverse Steuerung zur Folge hatte. Als der Pilot nach dem Start versuchte, die Querlage der Maschine beim Durchfliegen einer Böe zu korrigieren, hatte sein Eingreifen die entgegengesetzte Wirkung, wodurch es zum Kontrollverlust kam. Die Wartungsarbeiten seien durch unterqualifiziertes Personal und unter Verwendung von zwei verschiedenen Konstruktionsplänen durchgeführt worden. Der Unfallbericht wurde zunächst unter Verschluss gehalten und war erst im Jahr 2001 nach Anstrengungen bulgarischer Journalisten öffentlich gemacht worden.